# La catedral del mar
La catedral del mar es la primera novela del abogado y escritor español Ildefonso Falcones. El proceso de escritura duró cuatro años y la publicó en 2006. Narra la vida de la Barcelona del siglo XIV. La historia tiene como nexo o tema central la construcción de la iglesia de Santa María del Mar. Su continuación, editada en 2016, es Los herederos de la tierra.

## Contexto
El libro se convirtió rápidamente en un enorme éxito editorial. Salió a la venta el 3 de marzo de 2006, y ya el 23 de abril de ese mismo año, Día del Libro y de Sant Jordi, se convirtió por sorpresa en la obra más vendida, tanto en castellano como traducida al catalán. En diciembre de ese mismo año, la editorial Grijalbo comunicó que se había alcanzado el millón de libros vendidos sólo en España.
La novela se ha traducido al menos a 15 idiomasy se ha vendido en 32 países.

## Argumento

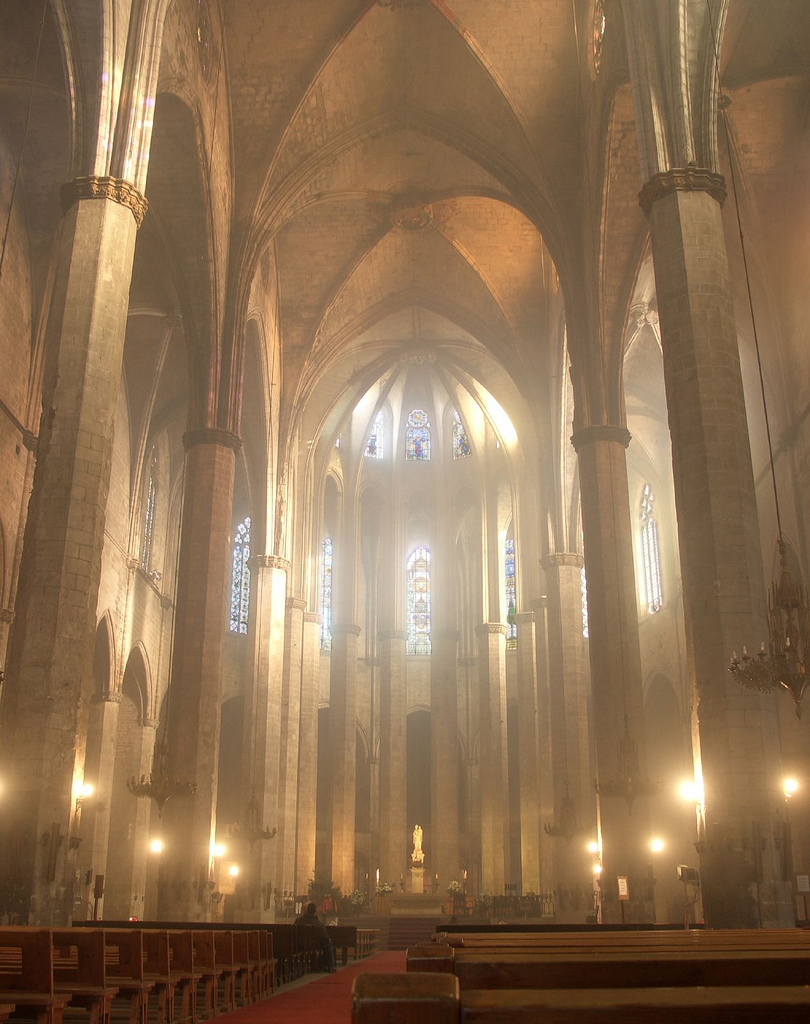
La nave central de Santa Maria del Mar, en Barcelona.

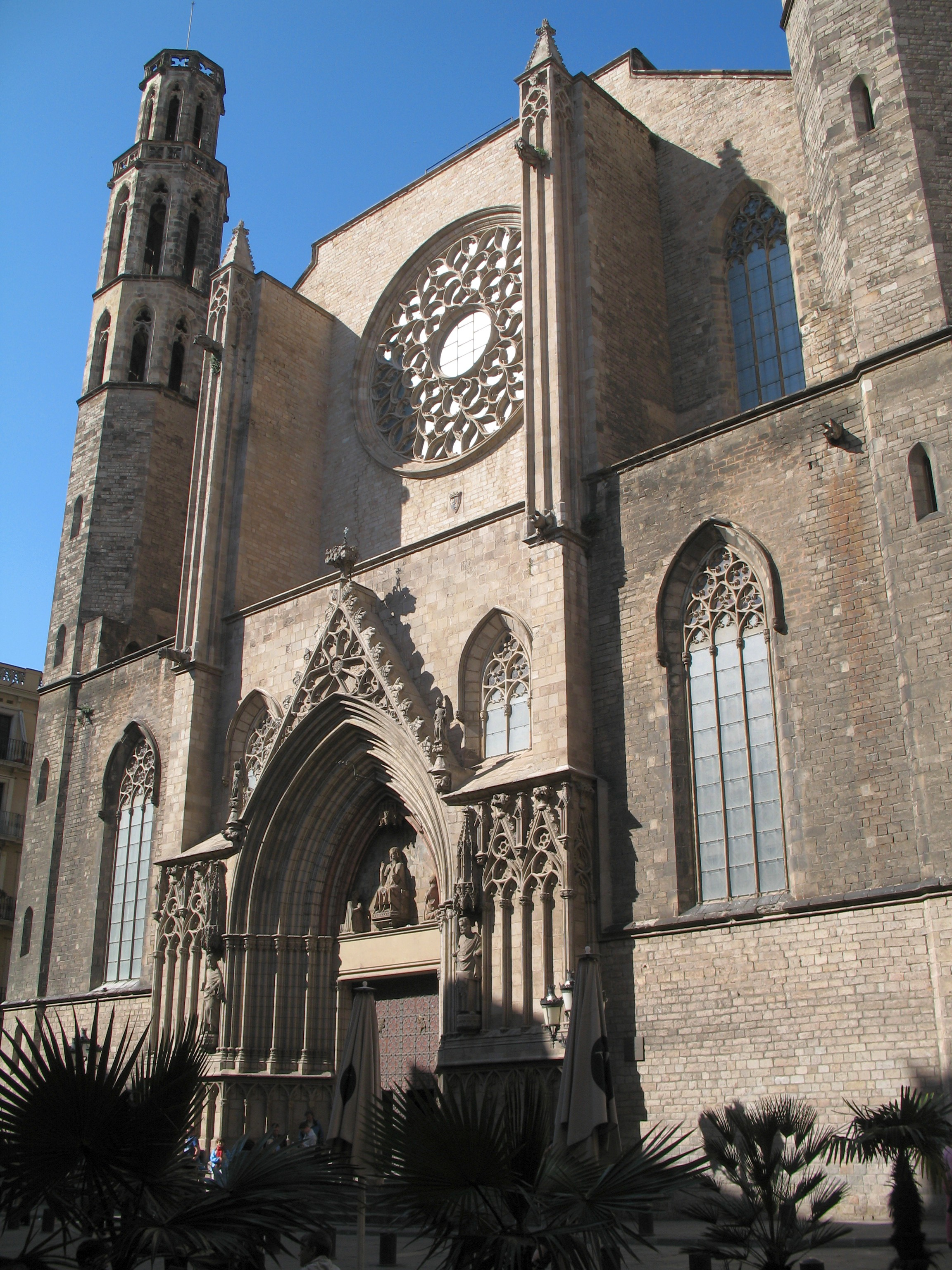
Templo real de la Santa María del Mar, en Barcelona.

Ambientada en el siglo XIV, en Barcelona. Bajo la Corona de Aragón, la Ciudad Condal se encuentra en su momento de mayor prosperidad, y los habitantes del humilde barrio de pescadores de la Ribera deciden construir, con el dinero de unos y los esfuerzos de otros, el mayor templo mariano jamás conocido: Santa María del Mar.
Mientras se construye el edificio, Arnau Estanyol va creciendo y descubriendo Barcelona. Aunque el verdadero protagonista de la historia es Arnau, no se conoce a este sin su padre, Bernat Estanyol, un siervo que se vio obligado a dejar sus propiedades y vida, junto a su hijo casi recién nacido, a causa de los terribles abusos de un señor feudal (empezó por yacer con su mujer recién desposada, según los derechos que estos señores poseían en la época, el llamado ius primae noctis, volviéndola casi una demente desde entonces); trabajará como palafrenero, estibador, soldado y cambista mientras vive una vida extenuante, siempre al amparo de su catedral. Su vida, con una historia de amor complicada, pasará de la pobreza del fugitivo a la riqueza del noble, no sin provocar la envidia de sus enemigos, que trazarán una conjura para llevarle hasta la Inquisición.

## Personajes
- Arnau Estanyol. Protagonista. Hijo de Bernat Estanyol.
- Bernat Estanyol. Padre de Arnau.
- Joan Estanyol. Hijo adoptivo de Bernat.
- Padre Albert. Sacerdote de la Catedral.
- Francesca Esteve. Esposa de Bernat, madre de Arnau, luego meretriz.
- Aledis Segura. Primer amor de Arnau, luego meretriz.
- María. Primera esposa de Arnau.
- Grau Puig. Tío de Arnau
- Guiamona Estanyol. Hermana de Bernat, tía de Arnau, esposa de Grau Puig.
- Guiamon, Margarida, Josep y Genis Puig. Primos de Arnau.
- Hasdai Crescas. Judío amigo de Arnau.
- Sahat / Guillem. Esclavo musulmán de Arnau.
- Mar Estanyol. Pupila de Arnau.
- Elionor. Segunda esposa de Arnau. Pupila del Rey.
- Nicolau Eimeric. Inquisidor del Santo Oficio.

## Premios
Ha sido merecedora de varios galardones. Entre ellos, el Euskadi de Plata 2006 a la mejor novela en lengua castellana, el premio Qué Leer al mejor libro en español del año 2006, el premio Fundación José Manuel Lara a la novela más vendida en 2006, el prestigioso galardón italiano Giovanni Boccaccio 2007 al mejor autor extranjero, el Premio Fulbert de Chartres 2009 y el Premio Roma 2010 en la categoría de literatura extranjera.

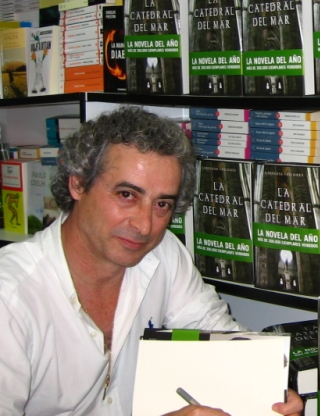
Falcones en la edición del 2006 de la Feria del Libro de Madrid.

## Adaptaciones
El 23 de mayo de 2018, Antena 3 emitió, en prime time, la serie homónima basada en la novela, que consta de ocho episodios, cada uno de ellos de aproximadamente 50 minutos de duración. El estreno del primer capítulo logró casi 4 millones de espectadores, y un 22,8% de cuota de audiencia.